# Abu'l-Jayr
Abu'l-Jayr ("padre del bien" en árabe, ca. 1412-1468) fue el fundador de la dinastía turcomongola de los Shaybánidas de Uzbekistán. Descendía del príncipe mongol Shayban o Shiban, quinto hijo de Jöchi, primogénito de Gengis Kan. Reinó como Kan de los uzbekos entre 1429 y 1468.

## Biografía
Abu'l-Jayr es considerado el verdadero fundador del poder uzbeko, y su vida estuvo colmada de aventuras. Fue hijo del beg Devlet Sejk. A los diecisiete años, en 1428, fue elegido kan de su horda en el Tura, al oeste de la actual ciudad de Tobolsk. Luego de ello, logró apropiarse a expensas de otros jöchidas de todo el ulus correspondiente a esa rama al este del río Ural y al norte del Sir Daria. En 1430 logró tomar posesión de Corasmia y saquear Urgench.
Poco antes de 1447 logró conquistar a los timúridas las ciudades fortificadas a orillas del Sir Daria, desde Signaji hasta Uzgen. Barthold sostiene que Signaji fue su capital. Abu'l-Jayr sacó ventaja de las disputas dinásticas entre los descendientes de Tamerlán para intervenir en Transoxiana. En 1451 ayudaría al timúrida Abu Sa'id a hacerse del trono de Samarcanda. Su influencia entre los timúridas fue tan decisiva que tomó en matrimonio a Rabia Begüm, hija de Ulugh Beg, de quien nacería Köchkunju, tercer kan de los shaybánidas.
El poder de Abu'l-Jair había llegado a su cima. Su imperio se extendía desde el Tobol hasta el Sir Daria, cuando alrededor de 1456-57 fue invadido por los kalmyks (u oirats), mongoles orientales. Los oirats poseían un vasto territorio que incluía desde el Altái hasta la costa sudoeste del lago Baikal y estaban entonces en expansión; sus bandas cometían actos de pillaje desde los alrededores de Pekín hasta el Turquestán occidental. Derrotaron a Abu'l-Jayr en una gran batalla, por lo que este se vio forzado a retirarse a Signaji y permitir a los kalmyk devastar toda la ribera norte del curso medio del Sir Daria.
Esta derrota afectó gravemente la autoridad de Abu'l-Jayr. Antes de este suceso, dos jefes tribales (también de la casa de Jöchi) llamados Qarai y Janibeg habían desertado para unirse al kan chagataida Esen Buqa II. Este les concedió tierras en el Mogolistán, y en los años siguientes un gran número de clanes nómadas antes súbditos de Abu'l-Jayr lo abandonaron para unirse a Qarai y Janibeg. Luego de su separación del janato uzbeko, estos nómadas se hicieron conocidos como Qazaq (kazajos, "aventureros" o "rebeldes").
Abu'l-Jayr resultó muerto en 1468, en una batalla final contra los kirguises-kazajos, a los que estaba tratando de someter nuevamente. Tres años más tarde el kan chagataida de Mogolistán, Yunus, dispersaría a los últimos uzbekos leales a Abu'l Jayr. Pero donde este no tuvo éxito habría de tenerlo, treinta años después, su nieto Muhammad Shaybani.

### Matrimonio, cónyuges y descendencia
Tuvo una única esposa conocida:
- Rabia Begüm, hija del emir timúrida Ulugh Beg, madre de Köchkunju y de Suyonchkhoja.

Tuvo once hijos, de los cuales cuatro fueron conocidos:
- Shah Budaq Sultan (¿? - 1468), padre de Muhammad Shaybani, fue decapitado;
- Khoja Muhammad Sultan (¿? - ¿?);
- Ahmad Sultan (¿? - ¿?);
- Muhammad Sultan (¿? - ¿?);
- Shaykh Haidar Sultan (¿? - 1471), fue decapitado;
- Sanjar Sultan (¿? - ¿?);
- Ibrahim Sultan (¿? - ¿?);
- Köchkunju (1452 - 1531);
- Suyonchkhoja (1454 - 1525);
- Sailan Sultan (¿? - ¿?);
- Ak Buulkhoja Sultan (¿? - ¿?).